# Austrocactus spiniflorus

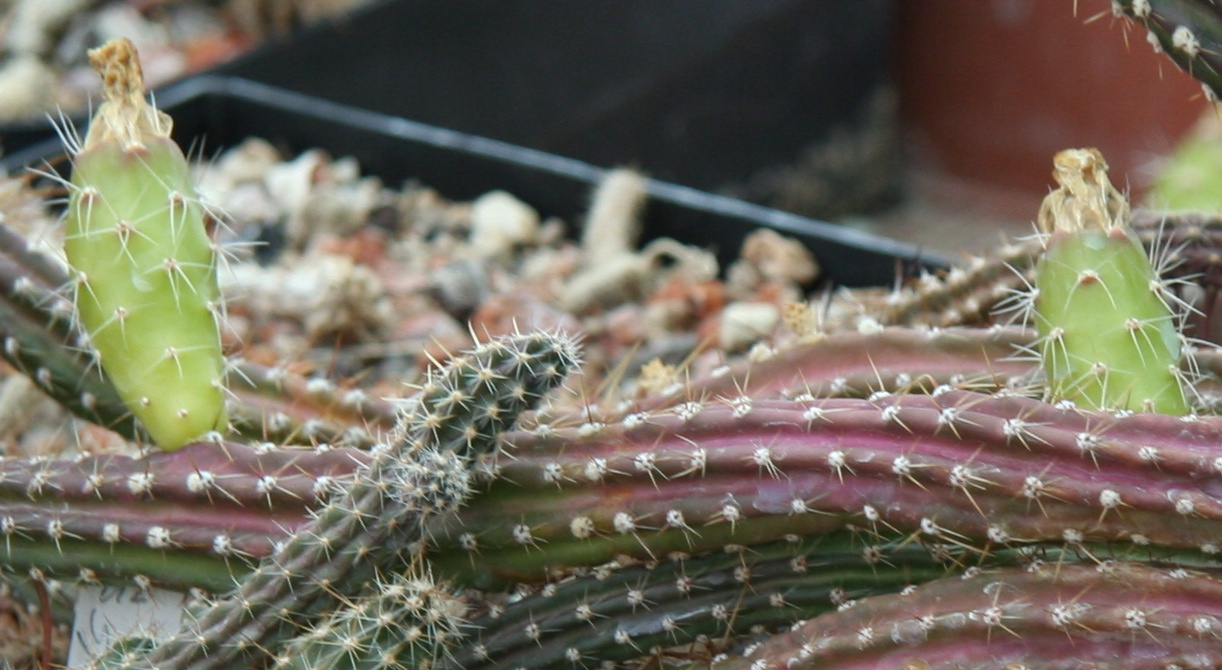
Früchte

Austrocactus spiniflorus ist eine Pflanzenart in der Gattung Austrocactus aus der Familie der Kakteengewächse (Cactaceae). Das Artepitheton spiniflorus leitet sich von den lateinischen Worten spina für ‚Stachel‘ oder ‚Dorn‘ sowie florus für ‚-blütig‘ ab und verweist auf das bedornte Pericarpell der Art.

## Beschreibung
Austrocactus spiniflorus wächst mit flach ausgebreiteten, unregelmäßig verzweigten, teilweise unterirdischen Trieben. Unterirdische Triebe sind dünn und bleich. Oberirdische sind keulenförmig, blaugrün, bis 20 Zentimeter lang und weisen Durchmesser von 4,5 Zentimeter auf. Es sind 6 bis 8 stumpfe Rippen vorhanden, die flach gehöckert  sind. Die nadeligen, geraden Dornen sind braun und an ihrer Basis dunkler. Die 1 bis 3 Mitteldornen sind 1,5 bis 2,5 Zentimeter, die 5 bis 6 ausgebreiteten Randdornen 0,5 bis 1 Zentimeter lang.
Die gelblich weißen bis gelblich rosafarbenen Blüten erscheinen seitlich und haben eine Länge von 6,5 bis 7,5 Zentimetern. Die äußeren Blütenhüllblätter sind heller oder dunkler als die inneren. Die ellipsoiden bis keulenförmigen Früchte sind gelb und im unreifen Zustand bedornt. Sie sind bis 5 Zentimeter lang und erreichen Durchmesser von 2,5 bis 3 Zentimeter.

## Verbreitung, Systematik und Gefährdung
Austrocactus spiniflorus ist in Zentral-Chile verbreitet.
Die Erstbeschreibung als Opuntia spiniflora durch Rudolph Amandus Philippi wurde 1859 veröffentlicht. Friedrich Ritter stellten die Art 1963 in die Gattung Austrocactus. Weitere nomenklatorische Synonyme  sind Erdisia spiniflora (Phil.) Britton & Rose (1920) und Corryocactus spiniflorus (Phil.) Hutchison (1963).
In der Roten Liste gefährdeter Arten der IUCN wird die Art als „Endangered (EN)“, d. h. als stark gefährdet geführt.

## Nachweise